# Landkreis Teltow-Fläming
För andra betydelser av Teltow, se Teltow (olika betydelser).
Landkreis Teltow-Fläming är ett administrativt län (tyska: Landkreis) i det tyska förbundslandet Brandenburg. Länet är uppkallat efter landskapen och högplatåerna Teltow och Fläming som ligger i norra respektive västra delen av regionen.
Teltow-Fläming ligger norr om länet Elbe-Elster och förbundslandet Sachsen-Anhalt, öster om länet Potsdam-Mittelmark, väster om länet Dahme-Spreewald, samt söder om Berlin. Huvudorten är Luckenwalde.

## Administrativ indelning
I förvaltningsrättslig mening finns i modern tid ingen skillnad mellan begreppet Stadt (stad) gentemot Gemeinde (kommun). Följande kommuner och städer ligger i Landkreis Teltow-Fläming.

### Städer och kommuner
| Amtsfria stadskommuner 1. Baruth/Mark 2. Jüterbog 3. Luckenwalde (kretsstad) 4. Ludwigsfelde 5. Trebbin 6. Zossen Amtsfria kommuner 1. Am Mellensee 2. Blankenfelde-Mahlow 3. Grossbeeren 4. Niedergörsdorf 5. Nuthe-Urstromtal 6. Rangsdorf | Ämter med tillhörande kommuner - Amt Dahme/Mark 1. Dahme/Mark, stad 2. Dahmetal 3. Ihlow 4. Niederer Fläming |